# Bộ Tuyên thánh
Bộ Tuyên thánh (Latinh: Congregatio de Causis Sanctorum) là một bộ thuộc Giáo triều Rôma, có chức năng giám sát việc tuyên thánh cho một Kitô hữu, thông qua tiến trình phức tạp và lâu dài. Thủ tục cao điểm nhất của một trường hợp là chấp thuận phép lạ liên quan đến đương sự, sau đó trình lên giáo hoàng, và ông sẽ quyết định có hay không việc tuyên chân phước hoặc tuyên thánh.
Tiền thân của Bộ Tuyên thánh là Thánh bộ Lễ nghi do Giáo hoàng Xíttô V thành lập ngày 22 tháng 1 năm 1588 qua Thông Hiến Immensa Aeterni Dei để quản lý việc thờ phượng Thiên Chúa và tuyên thánh. Đến ngày 8 tháng 5 năm 1969, Giáo hoàng Phaolô VI ban hành Tông Hiến Sacra Rituum Congregatio chia tách Thánh bộ này thành Bộ Phụng tự và Bộ Tuyên thánh.